# Matachewan
Matachewan är en ort i Kanada.   Den ligger i provinsen Ontario, i den sydöstra delen av landet, 500 km nordväst om huvudstaden Ottawa. Matachewan ligger 313 meter över havet och antalet invånare är 409.
Terrängen runt Matachewan är huvudsakligen platt. Matachewan ligger nere i en dal. Trakten är glest befolkad. 